# Hanches
Hanches ist eine französische Gemeinde mit 2.710 Einwohnern (Stand: 1. Januar 2022) im Département Eure-et-Loir in der Region Centre-Val de Loire. Sie liegt im Arrondissement Chartres und im Kanton Épernon. Die Einwohner werden Pierrotin(e)s genannt.

## Geografie
Hanches liegt am Fluss Drouette und wird umgeben von den Nachbargemeinden Saint-Lucien im Norden und Nordwesten, Raizeux im Nordosten, Épernon im Osten, Gas im Süden, Houx im Süden und Südwesten, Maintenon im Westen sowie Saint-Martin-de-Nigelles im Westen und Nordwesten.

## Bevölkerungsentwicklung
| 1962 | 1968 | 1975 | 1982 | 1990 | 1999 | 2006 | 2012 |
| ---- | ---- | ---- | ---- | ---- | ---- | ---- | ---- |
| 644  | 709  | 1206 | 1524 | 2084 | 2313 | 2619 | 2662 |

## Sehenswürdigkeiten

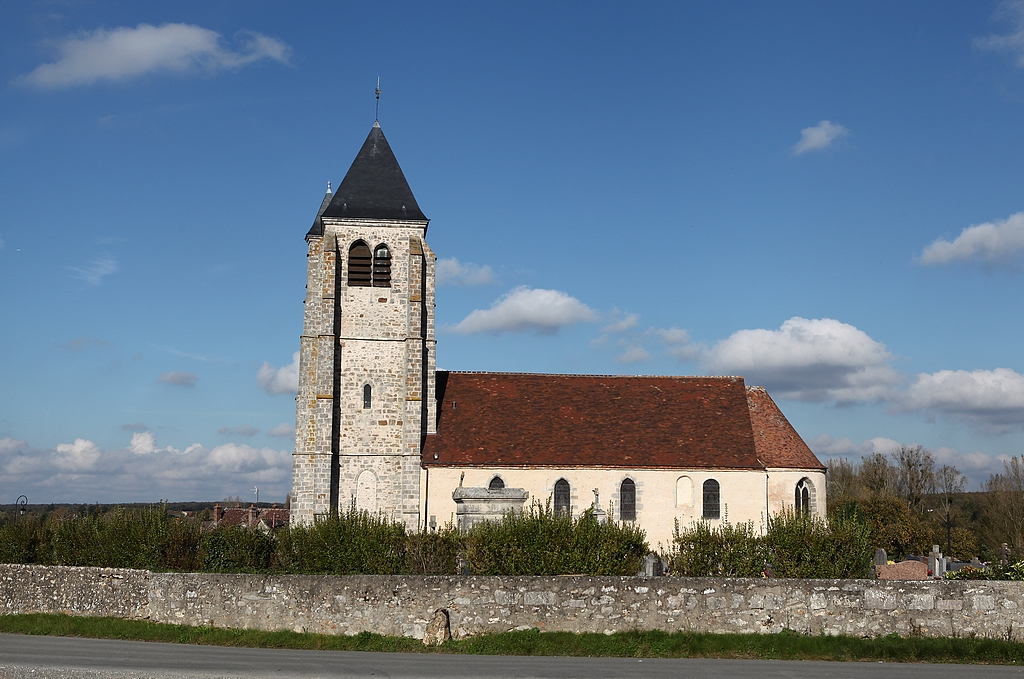
Kirche Saint-Germain

- Kirche Saint-Germain aus dem 17. Jahrhundert, Monument historique

## Persönlichkeiten
- Charles-Jean-Baptiste Fleuriau de Morville (1686–1732), Staatsmann und Mitglied der Académie française, baute in Hanches das Schloss Morville, das zu einem Zentrum des Laientheaters wurde.
- Francis Joyon (* 1956), Segler
- Philippe Quintais (* 1957), Pétanque-Spieler